# Dioscorea asteriscus
Dioscorea asteriscus är en enhjärtbladig växtart som beskrevs av Isaac Henry Burkill. Dioscorea asteriscus ingår i släktet Dioscorea och familjen Dioscoreaceae. Inga underarter finns listade i Catalogue of Life.